# 72-й центр інформаційно-психологічних операцій (Україна)
72-й це́нтр інформаці́йно-психологі́чних опера́цій (72 ЦІПСО) — частина Сил спеціальних операцій України, що спеціалізується на інформаційно-психологічних операціях.
До 2016 року входила до складу Військово-Морських Сил України. Один з останніх осередків опору ВМС України російським окупантам у 2014 році в Севастополі. Частина трималася до 23 березня.

## Історія
Центр інформаційно-психологічних операцій (ЦІПСО) Військово-Морських Сил Збройних Сил України був сформований в Севастополі у жовтні 2003 року. Значних зусиль до його створення доклали ветерани воєнної розвідки України: капітан 1 рангу Чепець Володимир Іванович та капітан 1 рангу Шаблінський Іван Іванович. Першим командиром частини був призначений капітан 1 рангу Лисенко Сергій Михайлович.
На ЦІПСО ВМС покладалися завдання виявлення і запобігання інформаційним і психологічним загрозам, спрямованих проти Військово-Морських Сил України, інформаційно-аналітичного забезпечення розвідувального управління штабу ВМС. Типова структура ЦІПСО включала:
- аналітичний відділ;
- відділ спостереження та спеціальних дій з групою інформаційного забезпечення;
- відділення друкованої пропаганди;
- відділення інформаційно-телекомунікаційних технологій.

### Російська інтервенція
Протистоячи російській інтервенції, 2 березня 2014 року рішучими діями, застосувавши як бойову броньовану машину звукопередавальну станцію на базі БТР-80, особовий склад Центру спільно з офіцерами 191-го навчального загону ВМС України запобігли захопленню військового містечка і складів зі зброєю російськими спецпризначенцями. Потім частина трималася ще майже три тижні. Російським командуванням військовим Центру було висунуто два ультиматуми про здачу, а ввечері 22 березня до Центру, на територію Навчального загону, російські окупанти пригнали бронеавтомобіль «Тигр» і спецтехніку для глушіння мобільного зв'язку. Українські офіцери забарикадувались всередині будівлі на поверсі, очікуючи штурму. На жаль, зрадник, який 21 березня перейшов на бік окупантів, повідомив противнику про слабкі місця оточених і показав усі виходи і входи до будинку. 23 березня частина була захоплена. Командир частини капітан 2 рангу В'ячеслав Дем'яненко був викрадений «зеленими чоловічками» і незаконно ними утримувався понад десять діб. Звільнений з полону 3 квітня 2014 року.
14 співробітників центру, в тому числі й офіцери, не вийшли з Криму після початку окупації, залишилися там і, ймовірно, перейшли на службу до ворога.

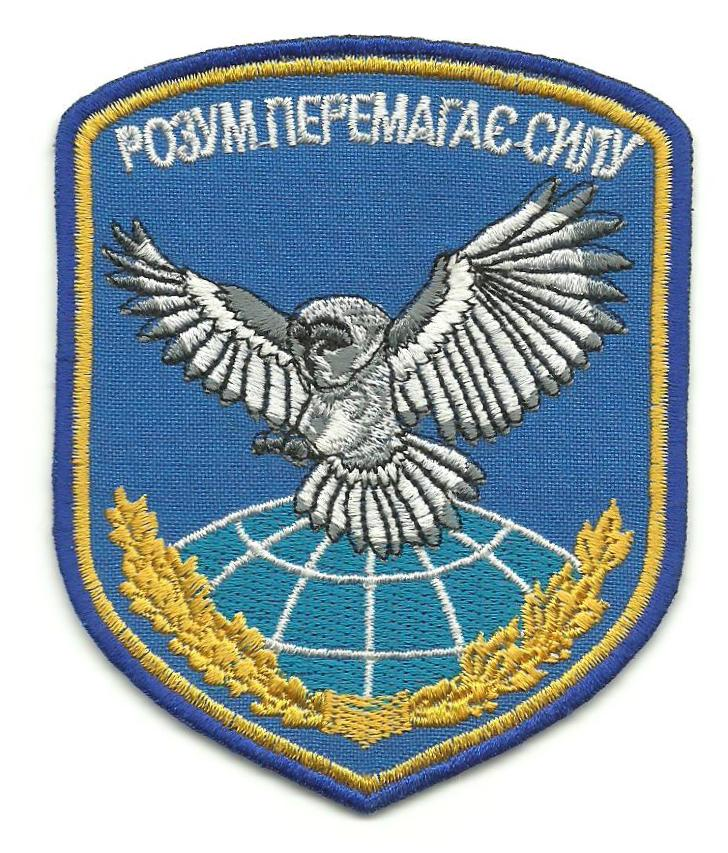
Колишня нарукавна емблема підрозділу

## Командири
- капітан 1 рангу Лисенко Сергій Михайлович;
- капітан 1 рангу Болотников Євген Геннадійович;
- капітан 2 рангу Цалоєв Володимир Муратович;
- капітан 2 рангу Дем'яненко В'ячеслав Михайлович.